# 馬元瑞
馬元瑞，字雲占，號符齋，山東臨清州（今山東省臨清縣），清朝政治人物、進士出身。
咸豐六年（1856年）丙辰科進士，擔任翰林院編修。同治二年，擔任江南道監察御史，官至刑科掌印給事中。